# Monde souterrain

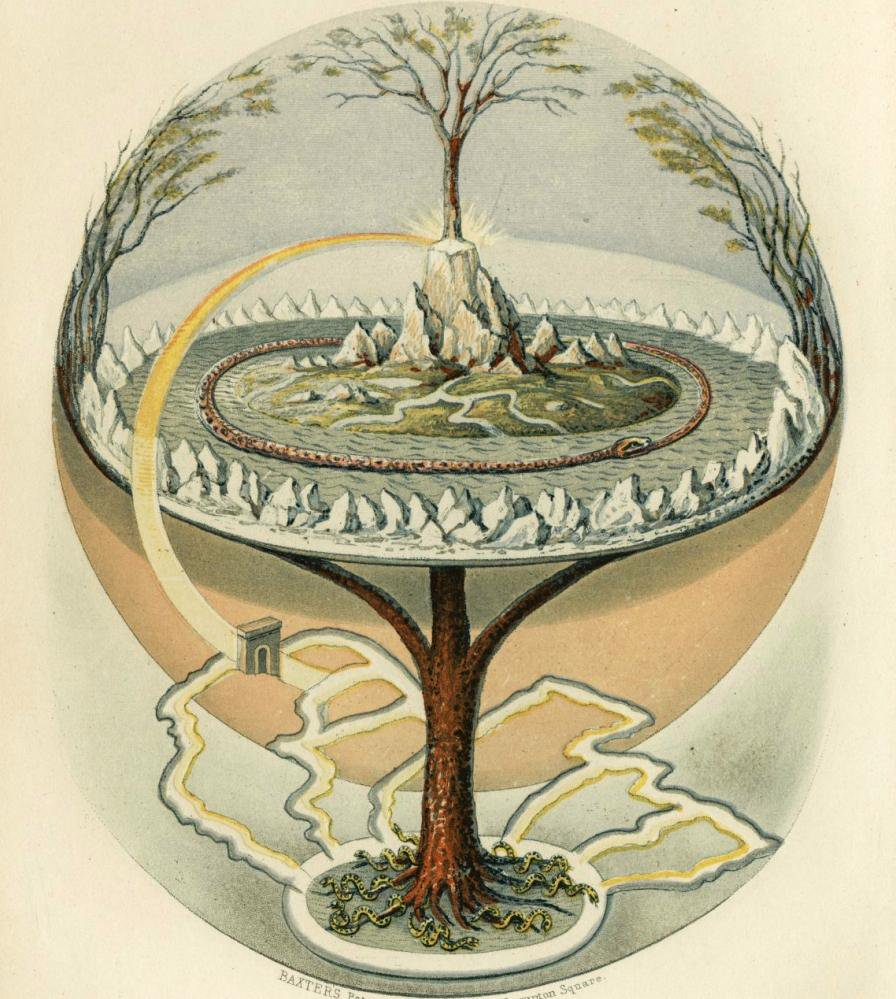
Yggdrasil, une tentative moderne de reconstruction de l'arbre du monde dans la mythologie nordique, celui qui relie les cieux, la terre et le monde souterrain.

Le monde souterrain ou au-delà également connu sous le nom d'enfer, est le monde surnaturel des morts dans diverses traditions religieuses et mythes, traditionnellement placé en dessous du monde des vivants.

## Historique
Le concept d'un monde souterrain se retrouve dans presque toutes les civilisations depuis la préhistoire. Les caractéristiques communes des mythes du monde souterrain sont des récits tels que la catabase, montrant souvent un héros descendant dans le monde des morts. D'autres mythes renforcent les traditions selon lesquelles l'entrée des âmes aux enfers nécessite une observation appropriée du rite funéraire, comme l'histoire grecque antique du Patrocle récemment mort hantant Achille jusqu'à ce que son corps puisse être correctement enterré à cette fin. Les personnes ayant un haut statut social sont habillées et équipées afin de mieux naviguer dans le monde souterrain.

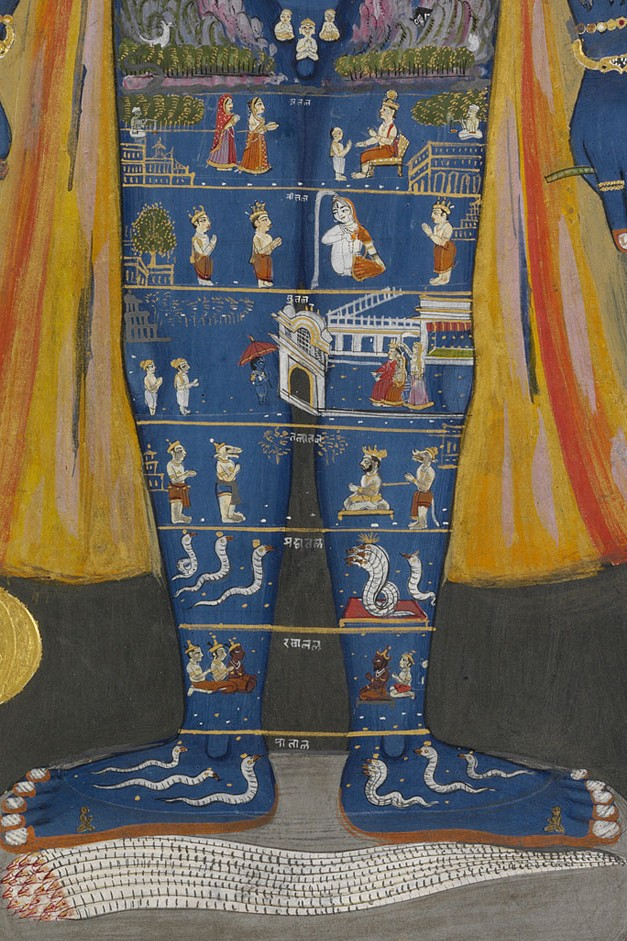
Les jambes du dieu Vishnu en tant qu'homme cosmique représentent la terre et les sept royaumes du monde souterrain de Patala dans l'hindouisme. Les pieds reposent sur le serpent cosmique Ananta.

Un certain nombre de mythologies incorporent le concept de l'âme du défunt faisant son propre voyage vers les enfers, les morts devant traverser un obstacle déterminant tel qu'un lac ou une rivière pour atteindre cette destination. L'imagerie de tels voyages peut être trouvée dans l'art ancien et moderne. La descente aux enfers a été décrite comme "le mythe le plus important pour les auteurs modernistes" par Evans Lansing Smith.
Chthonien ou tellurique sont les adjectifs techniques pour désigner le monde souterrain.

## Par religion et mythologie

### Lieux du monde souterrain
Cette liste comprend des mondes souterrains dans diverses traditions religieuses :
| Ethnicité, religion ou région              | Nom du monde souterrain                               |
| ------------------------------------------ | ----------------------------------------------------- |
| Mythologie aztèque                         | Mictlan                                               |
| Mythologie mésopotamienne                  | Irkalla                                               |
| Bouddhisme                                 | Naraka                                                |
| Mythologie celtique                        | Annwvyn, Mag Mell, Dubnos                             |
| Religion traditionnelle chinoise / Taoïsme | Míngjiè 冥界, Huángquán 黄泉, Dìyù 地狱               |
| Mythologie chrétienne                      | Enfer, Tartare, Purgatoire                            |
| Religion de l'Egypte antique               | Champs d'Ialou, Douât, Neter-khertet                  |
| Mythologie estonienne                      | Tuonela                                               |
| Mythologie finnoise                        | Tuonela                                               |
| Mythologie germanique                      | Hel, Niflheim                                         |
| Religion grecque antique                   | Champs Elysées, Pré de l'Asphodèle, Tartare           |
| Guanches                                   | Teide, Guayota                                        |
| Hindouisme                                 | Patala, Naraka ou Yamaloka                            |
| Mythologie hittite                         | Dankuš daganzipaš                                     |
| Mythologie magyare                         | Alvilág                                               |
| Mythologie inca                            | Uku Pacha                                             |
| Mythologie inuite                          | Adlivun                                               |
| Mythologie islamique                       | Jahannam, Sijjin                                      |
| Jaïnisme                                   | Naraka, Adho Loka                                     |
| Mythologie japonaise                       | Yomi 黄泉, Ne-no-Kuni 根の国, Jigoku 地獄             |
| Mythologie juive                           | Sheol, Abaddon, Tehom, Tophet, Tzoah Rotachat, Dudael |
| Mythologie coréenne                        | Ji-Ok 지옥 地獄                                       |
| Mythologie lettone                         | Aizsaule                                              |
| Mythologie lituanienne                     | Anapilis                                              |
| Mythologie indonésienne                    | Alam Ghaib                                            |
| Mandéisme                                  | Alma d-hšuka                                          |
| Mythologie maorie                          | Hawaiki, Rarohenga                                    |
| Mythologie maya                            | Xibalba ou Metnal                                     |
| Mythologie nordique                        | Gimlé, Hel, Niflhel, Vingólf                          |
| Zoroastrianism                             | Duzakh                                                |
| Pueblos                                    | Sipapu                                                |
| Mythologire romaine                        | Orcus, Inferi Di, Avernus                             |
| Mythologie slave                           | Nav, Podsvetie, Peklo, Vyraj                          |
| Mythologie sumérienne                      | Kur, Hubur                                            |
| Mythologie turquo-mongole                  | Tamağ                                                 |

### Figures du monde souterrain
Cette liste comprend les patrons, les gardiens du monde souterrain, ou des figures associées à celui-ci dans diverses traditions mythologiques ou religieuses.
| Origine                                | Figures associées |
| -------------------------------------- | --- |
| Mythologie aborigène                   | Baiame (Kamilaroi), Eingana |
| Mythologie akkadienne                  | Allu, An, Anunnaki, Ereshkigal, Etemmu, Gallu, Humbaba, Mamitu, Nergal, Uta-Napishtim                                                                                 |
| Mythologie albanienne                  | E Bukura e Dheut |
| Mythologie turquo-mongole              | Erlik |
| Paganisme arménien                     | Spandaramet |
| Mythologie aztèque                     | Mictlantecuhtli, Mictecacihuatl |
| Mythologie babylonienne                | Erra, Nergal, Ninlil, Sursunabu, Ur-shanabi, Uta-NapishtimUta-Napishtim                                                                                               |
| Mythologie balinaise                   | Batara Kala, Setesuyara |
| Mythologie Bön                         | gNyan |
| Bouddhisme                             | King Yama |
| Religion cananéenne                    | Mot, Arsay |
| Mythologie celtique                    | Aed, Arawn, Cwn Annwn, Donn, Gwyn ap Nudd, Manannan Mac Lir, Pwyll |
| Religion traditionnelle chinoise       | Yanluowang, Heibai Wuchang, Tête de bœuf et Visage de cheval, Meng Po, Zhong Kui                                                                                      |
| Christianisme                          | Satan, Lucifer, Belzébuth, Bélial |
| Mythologie égyptienne                  | Aqen, Aker, Am-Heh, Amemet, Ammout, Andjéty, Anubis, Apophis, Apis, Ha, Isis, Mehen, Noun, Nehebkaou, Nephthys, Nout, Osiris, Ptah, Reshep, Sokaris, Thot, Oupouaout, |
| Mythologie elamite                     | Jabru |
| Mythologie estonienne                  | Vanapagan |
| Religion étrusque                      | Charun, Culsu, Februus, Mania, Mantus, Nethuns, Tuchulcha, Vanth |
| Mythologie fidjienne                   | Degei |
| Mythologie finnoise                    | Kalma, Kipu-Tyttö, Kivutar, Loviatar, Lemminkäinen, Akka, Tuonetar, Tuoni, Vammatar                                                                                   |
| Mythologie grecque                     | Cerbère, Charon, Hadès, Pluton, Kères, Perséphone, Thanatos |
| Mythologie haïda                       | Ta'xet, Tia |
| Mythologie hittite                     | Lelwani |
| Hindouisme                             | Yama |
| Mythologie hopi                        | Maasaw |
| Mythologie magyare                     | Ördög |
| Mythologie igbo                        | Ala |
| Mythologie inca                        | Supay, Vichama |
| Mythologie indonésienne (et javanaise) | Batara Kala, Dewi Sri |
| Mythologie islamique                   | Iblis, Maalik |
| Mythologie iniuite                     | Pana, Sedna |
| Mythologie japonaise                   | Izanami, Jikininki, Shikome, Shiryō, Susanoo |
| Judaïsme                               | Satan, Malach HaMavet, Samaël, Malachei Habala, Dumah |
| Mythologie lettone                     | Veļi, Veļu māte, Zemes māte |
| Mythologie lituanienne                 | Velnias, Velinas |
| Mandéisme                              | Ruha, Ur, Krun, Gaf, Qin, Zahreil, Lilith, Hobgoblin, Saṭani, Latabi, Nalai, Gadulta, Anathan, Giu, Shdum, Zartai-Zartanai, Hag, Mag                                  |
| Mythologie maorie                      | Hina, Hine-nui-te-Po, Kewa, Mahiuki, Rohe, Whiro |
| Mythologie maya                        | Ah Puch, Ah Puch, Vucub-Came |
| Mythologie navaho                      | Asdzą́ą́ Nádleehé |
| Mythologie nordique                    | Garmr, Hel, Ran, Nidhogg |
| Mythologie perse                       | Ahriman, Zahhak, Div |
| Mythologie phrygienne                  | Men |
| Mythologie polynésienne                | Hikuleo, Hina, Hine-nui-te-Po, Kanaloa, Kiho-tumu, Makea Tutara, Mahuika, Mahu-ika, Marama, Mauri, Merau, Milu, Miru, Rimu, Rohe, Whiro                               |
| Mythologie païenne prusse              | Pikulas |
| Mythologie romaine                     | Cerbère, Dea Tacita, Dis Pater, Aceste, Limos, Inferi Di, Larenta, Libitina, Mors, Orcus, Pluton, Proserpine, Viduus                                                  |
| Mythologie ossète                      | Dyavol, Satana |
| Religion samie                         | Akka |
| Chamanisme en Sibérie                  | Abaasy ,Chebeldei, Kul |
| Mythologie slave                       | Tchernobog, Flins, Morana, Nïi, Vélès |
| Mythologie sumérienne                  | Edimmu, Ekimmu, Endukugga, Enmesharra, Ereshkigal, Gidim, Nintinugga, Irkalla, Kur, Namtar, Nergal, Bitu, Nindukugga, Ninlil, Urshanabi, Ziusudra                     |
| Mythologie thrace                      | Cavalier thrace |
| Mythologie turque                      | Erlik |
| Mythologie celtique brittonique        | Annwfn or Annwn |
| Religion yoruba                        | Eshu, Oya |